# デイル (ミサイル巡洋艦)
| USS Dale (DLG-19) |                                            |
| 艦歴              |                                            |
| 発注:             | 1958年11月7日                              |
| 起工:             | 1960年9月6日                               |
| 進水:             | 1962年6月28日                              |
| 就役:             | 1963年11月23日                             |
| 退役:             | 1994年9月                                  |
| その後:           | 標的艦として2001年1月に海没処分            |
| 除籍:             |                                            |
| 性能諸元          |                                            |
| 排水量:           | 満載：8,520 トン                           |
| 全長:             | 533 ft                                     |
| 全幅:             | 55 ft                                      |
| 吃水:             | 26 ft                                      |
| 機関:             | ギヤード蒸気タービン2基2軸 4缶、85,000 shp |
| 最大速:           |                                            |
| 航続距離:         |                                            |
| 兵員:             | 士官32名、兵員413名                        |
| 兵装:             |                                            |
| 航空機:           |                                            |
| モットー:         |                                            |

デイル(USS Dale, DLG/CG-19)は、アメリカ海軍のミサイル巡洋艦。リーヒ級ミサイル巡洋艦の4番艦。艦名はリチャード・デイル代将に因んで命名された。

## 艦歴
デイルはニューヨーク造船所で建造され、1963年11月に就役する。太平洋艦隊に配属されたデイルは続く7年間で、西太平洋へ5回配備された。1965年から1970年にかけての第7艦隊における活動では、ベトナム戦争における軍事作戦への参加が含まれた。デイルはトンキン湾で数回パイロットの救出を行った。1969年4月には日本海上で朝鮮人民軍空軍に撃墜されたEC-121の捜索に従事した。
1970年11月、デイルはメイン州バスのバス鉄工所で近代化改装が行われた。この改装で海軍戦術データ・システム(Naval Tactical Data System, NTDS)およびその他の新装備が増設され、対空および対潜水艦戦能力が増強した。1971年12月に再就役すると、デイルは大西洋艦隊に配属された。第6艦隊の一艦としてデイルは、1973年10月のヨム・キプール戦争を含む緊張した期間を地中海東部で活動した。1975年7月の初めに CG-19 （ミサイル巡洋艦）に艦種変更され、翌1976年7月にはニューヨーク湾で行われた建国200周年記念の観閲式に参加した。1980年代中期の地中海配備では黒海を通過しルーマニアを訪問した。
デイルは定期的に装備の更新が行われ、1981年にはハープーン艦対地ミサイルおよびファランクスCIWSが装備された。また、フィラデルフィア海軍造船所でNTU (New Threat Upgrade)プログラムによる新型戦闘システムが導入された。1980年代の地中海配備ではしばしばインド洋およびペルシャ湾への派遣が行われ、1986年にはリビアとの紛争に参加した。
デイルはその艦歴の終わりを第6艦隊での定期的な巡航およびカリブ海、メキシコ湾での反麻薬パトロールに従事した。1991年には湾岸戦争後のイラクに対する制裁強化のため紅海へ派遣された。1992年、93年も国連のボスニア、ユーゴスラビアに対する同様の任務に参加した
デイルは1994年9月にフロリダ州メイポートのメイポート海軍基地で退役した。その後2000年1月に標的艦として海没処分となった。